# Aksel Kankaanranta
Aksel Kankaanranta (Turku, 1998. január 28. –) finn énekes. Ő képviselte volna Finnországot a 2020-as Eurovíziós Dalfesztiválon Rotterdamban Looking Back című dalával.

## Zenei karrierje
2017-ben szerepelt a The Voice of Finland című tehetségkutatóban, ahol végül a második helyen végzett. 2020-ban részt vett a finn eurovíziós nemzeti döntőben, az Uuden Musiikin Kilpailuban. Versenydala, a Looking Back január 27-én jelent meg. A március 7-én megrendezett döntőben harmadikként lépett színpadra, majd a szavazáson a nemzetközi zsűri összesített listáján első helyen végzett, míg a nézőknél második helyen. Előbbinél 76, utóbbinál 94 pontot szerzett, így összesen 170 pontot összegyűjtve megnyerte a versenyt, így ő képviselhette volna Finnországot Rotterdamban, a május 14-én megtartott második elődöntőben.
2022-ben ő hirdette ki a finn szakmai zsűri szavazatait az Eurovíziós Dalfesztiválon.

## Diszkográfia

### Stúdióalbumok
- Looking Back